# The Naked Venus
Pour plus de détails, voir Fiche technique et Distribution.
The Naked Venus est un film américain réalisé par Edgar Georg Ulmer, sorti en 1959.

## Fiche technique
- Titre : The Naked Venus
- Réalisation : Edgar Georg Ulmer
- Scénario : Gabriel Gort et Gaston Hakim
- Musique : Arne Hasse
- Pays de production : États-Unis
- Format : Noir et blanc - 1,85:1 - Mono
- Genre : drame
- Durée : 75 minutes
- Date de sortie : 1959

## Distribution
- Patricia Conelle : Yvonne Duval Dixon
- Don Roberts : Robert Dixon
- Arianne Ulmer : Lynn Wingate
- Wynn Gregory : Mme Dixon
- Douglas McCairn : John Rutledge
- Doris Shriver : Laura Weston
- Allan Singer : Charles Becker
- Harry Lovejoy : Dr Hewitt